# Кубок Ірландії з футболу 2010
Кубок Ірландії з футболу 2010 — 90-й розіграш кубкового футбольного турніру в Ірландії. Переможцем втретє став Слайго Роверз.

## Календар
| Раунд        | Дата                                                      | Матчі | Клуби   |
| ------------ | --------------------------------------------------------- | ----- | ------- |
| Перший раунд | 21 березня 2010, 25 березня 2010 (перегравання)           | 5+1   | 47 → 42 |
| Другий раунд | 16 травня 2010, 23 травня 2010 (перегравання)             | 10+2  | 42 → 32 |
| 1/16 фіналу  | 4-6 червня 2010, 8 червня - 10 серпня 2010 (перегравання) | 16+4  | 32 → 16 |
| 1/8 фіналу   | 27 серпня 2010, 30 серпня 2010 (перегравання)             | 8+2   | 16 → 8  |
| 1/4 фіналу   | 17-18 вересня 2010                                        | 4     | 8 → 4   |
| 1/2 фіналу   | 15-17 жовтня 2010, 19 жовтня 2010 (перегравання)          | 2+1   | 4 → 2   |
| Фінал        | 14 листопада 2010                                         | 1     | 2 → 1   |

## Перший раунд
| Команда 1       | Рахунок | Команда 2      |
| --------------- | ------- | -------------- |
| 21 березня 2010 |         |                |
| Черрі Орчард    | 1:1     | Талламор Таун  |
| Крамлін Юнайтед | 1:0     | Дрогеда Таун   |
| Бонагі Юнайтед  | 2:1     | Клонмел Таун   |
| Дублін Бас      | 4:1     | Ков Рамблерс   |
| Толка Роверс    | 2:1     | Вейсайд Селтік |

Перегравання
| Команда 1       | Рахунок | Команда 2    |
| --------------- | ------- | ------------ |
| 25 березня 2010 |         |              |
| Талламор Таун   | 4:1     | Черрі Орчард |

## Другий раунд
| Команда 1        | Рахунок | Команда 2         |
| ---------------- | ------- | ----------------- |
| 16 травня 2010   |         |                   |
| Талламор Таун    | 2:1     | Фейрв'ю Рейнджерс |
| Малахайд Юнайтед | 2:0     | Дуглас Холл       |
| Блубелл Юнайтед  | 2:1     | Сент-Майклс       |
| Фанад Юнайтед    | 1:2     | Дублін Бас        |
| Рокмаунт         | 1:2     | Ейвондейл Юнайтед |
| Бонагі Юнайтед   | 1:1     | Крамлін Юнайтед   |
| Гленвілль        | 1:0     | ЮКК               |
| Карлоу           | 1:0     | Каслбар Селтік    |
| Регіонал Юнайтед | 0:2     | Белгроув          |
| Трейлі Дайнамос  | 2:2     | Толка Роверс      |

Перегравання
| Команда 1       | Рахунок | Команда 2       |
| --------------- | ------- | --------------- |
| 23 травня 2010  |         |                 |
| Крамлін Юнайтед | 1:0     | Бонагі Юнайтед  |
| Толка Роверс    | 3:0     | Трейлі Дайнамос |

## 1/16 фіналу
| Команда 1       | Рахунок | Команда 2            |
| --------------- | ------- | -------------------- |
| 4 червня 2010   |         |                      |
| Лонгфорд Таун   | 1:0     | Вотерфорд Юнайтед    |
| Дрогеда Юнайтед | 1:2     | ЮКД                  |
| Корк Сіті       | 1:1     | Блубелл Юнайтед      |
| Лімерик         | 3:1     | Толка Роверс         |
| Голвей Юнайтед  | 5:0     | Малахайд Юнайтед     |
| Деррі Сіті      | 1:1     | Брей Вондерерз       |
| Слайго Роверз   | 1:0     | Атлон Таун           |
| Спортінг Фінгал | 1:1     | Мерву Юнайтед        |
| Дандолк         | 0:1     | Сент-Патрікс Атлетік |
| Дублін Бас      | 0:2     | Шелбурн              |
| Шемрок Роверс   | 5:1     | Вексфорд Ютс         |
| Фінн Гарпс      | 3:0     | Крамлін Юнайтед      |
| 5 червня 2010   |         |                      |
| Белгроув        | 2:1     | Ейвондейл Юнайтед    |
| Талламор Таун   | 1:3     | Солтхілл Девон       |
| 6 червня 2010   |         |                      |
| Гленвілль       | 1:7     | Богеміан             |
| Карлоу          | 1:1     | Монахан Юнайтед      |

Перегравання
| Команда 1       | Рахунок | Команда 2       |
| --------------- | ------- | --------------- |
| 8 червня 2010   |         |                 |
| Блубелл Юнайтед | 0:1     | Корк Сіті       |
| 28 червня 2010  |         |                 |
| Брей Вондерерз  | 3:2     | Деррі Сіті      |
| 29 червня 2010  |         |                 |
| Монахан Юнайтед | 2:1     | Карлоу          |
| 10 серпня 2010  |         |                 |
| Мерву Юнайтед   | 0:4     | Спортінг Фінгал |

## 1/8 фіналу
| Команда 1            | Рахунок | Команда 2       |
| -------------------- | ------- | --------------- |
| 27 серпня 2010       |         |                 |
| ЮКД                  | 2:3     | Брей Вондерерз  |
| Сент-Патрікс Атлетік | 2:0     | Белгроув        |
| Голвей Юнайтед       | 1:1     | Солтхілл Девон  |
| Корк Сіті            | 0:1     | Монахан Юнайтед |
| Богеміан             | 1:0     | Шелбурн         |
| Спортінг Фінгал      | 2:2     | Лімерик         |
| Фінн Гарпс           | 0:1     | Слайго Роверз   |
| Лонгфорд Таун        | 1:2     | Шемрок Роверс   |

Перегравання
| Команда 1      | Рахунок      | Команда 2       |
| -------------- | ------------ | --------------- |
| 30 серпня 2010 |              |                 |
| Лімерик        | 0:0 пен. 3:4 | Спортінг Фінгал |
| Солтхілл Девон | 1:3          | Голвей Юнайтед  |

## 1/4 фіналу
| Команда 1            | Рахунок | Команда 2       |
| -------------------- | ------- | --------------- |
| 17 вересня 2010      |         |                 |
| Богеміан             | 3:0     | Брей Вондерерз  |
| Шемрок Роверс        | 6:0     | Голвей Юнайтед  |
| 18 вересня 2010      |         |                 |
| Сент-Патрікс Атлетік | 3:1     | Спортінг Фінгал |
| Слайго Роверз        | 3:0     | Монахан Юнайтед |

## 1/2 фіналу
| Команда 1      | Рахунок | Команда 2            |
| -------------- | ------- | -------------------- |
| 15 жовтня 2010 |         |                      |
| Богеміан       | 0:1     | Слайго Роверз        |
| 17 жовтня 2010 |         |                      |
| Шемрок Роверс  | 2:2     | Сент-Патрікс Атлетік |

Перегравання
| Команда 1            | Рахунок | Команда 2     |
| -------------------- | ------- | ------------- |
| 19 жовтня 2010       |         |               |
| Сент-Патрікс Атлетік | 0:1     | Шемрок Роверс |

## Фінал
| 14 листопада 2010 17:30 (EEST) |

| Шемрок Роверс | 0:0 дч   | Слайго Роверз |
| ------------- | -------- | ------------- |
|               | Протокол |               |

| Авіва, Дублін Глядачів: 36 101 Арбітр: Томас Коннолі |

|                                  |     | Пенальті                          |  |
| Твігг · Флінн · Тернер · Каванаг | 0:2 | Дойл · Кін · О'Грейді · Маккейб · |  |